# Centre de l'information
Pour les articles homonymes, voir CDI.
Le Centre de l'information (CDI) était la salle de rédaction francophone principale de la Société Radio-Canada entre 2001 et 2022. Il réunissait aussi certains plateaux de télévision.

## Historique
Inauguré en 2001, la construction du centre a connu d'importantes ratés et il y subsiste toujours aujourd'hui certains problèmes d'organisation. Ce dernier n'en constitue toutefois pas moins l'un des plus modernes du genre au Canada. Sa taille et les technologies qu'il emploie le situent d'ailleurs à l'avant-garde de ce qui se fait dans le secteur de la télévision privée au pays.
C'est le lieu où travaillent la plupart des employés du service de l'information de la Télévision et des Nouveaux médias de la Société Radio-Canada, les employés affectés aux nouvelles radio étant logés ailleurs pour le moment.
Le Centre compte des bureaux de travail pour les employés, qu'ils soient journalistes, recherchistes, rédacteurs ou journalistes-présentateurs. Des espaces sont aussi prévus pour les techniciens de même que pour le personnel de production et la direction de l'information. Le centre sert en outre d'immense studio de télévision puisque tous les bulletins de nouvelles nationaux diffusés à l'antenne de la première chaîne de Radio-Canada et du Réseau de l'information y sont enregistrés et diffusés en direct, les employés pouvant être vus en train de travailler à l'arrière plan. À cet effet, le centre compte huit plateaux de tailles différentes ainsi qu'une quinzaine de caméras de type télésouffleur et deux régies de diffusion identiques.

## Émissions produites et diffusées depuis le Centre
- Le Téléjournal
- RDI Matin week-end
- Le Match des élus
- Le Club des Ex
- 24 heures en 60 minutes
- Élections présidentielles 2004
- Municipales 2009
- Québec 2012, Le choix
- Élections Canada 2011, Le choix
- Élections Québec 2008, Les résultats
- Élections Canada 2008, Le choix
- Le Téléjournal-Montréal
- Le Téléjournal-Midi
- Le Téléjournal-Matin
- RDI en direct
- CBC News Montreal at 5, 5:30 and 6
- En direct avec le premier ministre ; Une discussion publique avec...

## Quelques données sur le Centre
- 8 plateaux distincts
- 15 caméras de type télésouffleur
- 500 ordinateurs
- 1000 écrans de télévision
- 500 employés (temporaires et permanents)
- 3 régies
- 4 serveurs informatiques pour stocker le matériel audiovisuel numérisé